# Felice y Boudleaux Bryant
Felice Bryant (nacida Matilda Genevieve Scaduto, 7 de agosto de 1925 - 22 de abril de 2003) y Diadorius Boudleaux Bryant  (13 de febrero de 1920 – 25 de junio de 1987) fue un matrimonio y dúo de compositores estadounidense de música country y pop. Fueron conocidos por canciones como "Rocky Top", "We Could" (acreditada únicamente a Felice),  "Love Hurts" (acreditada únicamente a Boudleaux),  y numerosos éxitos de los Everly Brothers, incluyendo "All I Have to Do Is Dream" (acreditada únicamente a Boudleaux),  "Bye Bye Love",  y "Wake Up Little Susie".

## Biografía
Boudleaux Bryant nació en Shellman (Georgia), en 1920. Se formó como violinista clásico y, aunque llegó a actuar con la Orquesta Filarmónica de Atlanta durante su temporada 1937-38, estaba más interesado en el violín country. Bryant se unióHank Penny y sus Radio Cowboys, una banda de música western con sede en Atlanta.  
Felice nació en Milwaukee en 1925 en una familia de etnia siciliana y escribió letras basadas en melodías tradicionales italianas. Durante la Segunda Guerra Mundial, cantó y dirigió espectáculos en la United Service Organizations. 
En 1945, Bryant conoció a Matilda Genevieve Scaduto, de 19 años, (a quien llamaba Felice), durante una actuación en el Schroeder Hôtel, en Milwaukee (Wisconsin), su ciudad natal, donde ella trabajaba como ascensorista. Bryant y Scaduto se fugaron cinco días después de conocerse.  Ella dijo que lo "reconoció" inmediatamente; había visto su rostro en un sueño cuando tenía ocho años y lo había "buscado por siempre".
La canción "All I Have to Do Is Dream" (Todo lo que tengo que hacer es soñar) fue una biografía de Felice.

## Carrera como compositores
Durante los primeros años de su matrimonio, los Bryant tuvieron dificultades económicas y vivían en una casa móvil, donde escribieron más de 80 canciones. Intentaron vender sus composiciones a varios artistas de música country, pero fueron ignorados o rechazados hasta que Little Jimmy Dickens grabó su canción "Country Boy", que llegó al puesto número 7 de la lista de éxitos de música country en 1948 y les abrió la puerta a un contrato discográfico con Fred Rose de Acuff-Rose Music en Nashville (Tennessee).
En 1950, los Bryant se mudaron a Nashville para trabajar a tiempo completo en la composición de canciones. Algunas de sus compsiciones de principios de la década de 1950 incluyen "Sugar Beet" (grabada por Moon Mullican ) y el blues "Midnight" (grabado por Red Foley ).
Los Bryant escribieron también para el artista country Carl Smith. Al mismo tiempo, intentaron hacerse un hueco como intérpretes, lanzando cuatro sencillos propios de 45 rpm con un éxito modesto.
A partir de 1957, los Bryant alcanzaron prominencia nacional tanto en la música country como en la pop cuando escribieron una serie de canciones muy exitosas para The Everly Brothers  y éxitos para otros cantantes como Roy Orbison y Buddy Holly. Sus composiciones fueron grabadas por muchos artistas de una gran variedad de géneros musicales, incluidos Lynn Anderson, Tony Bennett, Frankie Laine, Sonny James, Eddy Arnold, Bob Moore, Charley Pride, Nazareth, Jim Reeves, Leo Sayer, Jerry Lee Lewis, Simon & Garfunkel, Sarah Vaughan, The Grateful Dead, Elvis Costello, Count Basie, Dean Martin, Ray Charles, Gram Parsons, Joan Jett y Bob Dylan . (El álbum Self Portrait de Dylan tiene una canción de Boudleaux y otra que coescribió con Felice).
En 1962, la pareja escribió "Too Many Chicks", una canción que se convirtió en un gran éxito para Leona Douglas, la primera mujer afroamericana en grabar como cantante de música country . 
Los Bryant se mudaron a una casa junto al lago en Hendersonville (Tennessee), cerca de sus amigos Roy Orbison y Johnny Cash. En 1978, se mudaron a Gatlinburg, Tennessee, donde se habían alojado a menudo en The Gatlinburg Inn, en el que escribieron numerosas canciones, entre ellas "Rocky Top". En 1979, lanzaron su propio álbum llamado A Touch of Bryant. " Rocky Top ", escrita en 1967, fue adoptada como canción estatal de Tennessee en 1982,  y como canción no oficial de los equipos deportivos de la Universidad de Tennessee. Los Bryant escribieron más de 6.000 canciones, de las cuales unas 1.500 fueron grabadas. 
A lo largo de su carrera como compositores, los Bryant ganaron 59 premios BMI de música country, pop y R&B. En 1972, fueron incluidos en el Salón de la Fama de los Compositores de Nashville, en 1986 en el Salón de la Fama de los Compositores,  y en 1991 en el Salón de la Fama de la Música Country y en el Salón de la Fama del Rockabilly.
Boudleaux Bryant es el tercer compositor más exitoso de la década de 1950 en la lista de sencillos del Reino Unido, y Felice Bryant es la vigésimo primera. 
Sus obras están expuestas en la Casa Bryant, que se encuentra en Gatlinburg. Desde septiembre de 2019 hasta agosto de 2020, diversos objetos personales estuvieron en exhibición en el Salón de la Fama de la Música Country en Nashville.

## Muertes
Boudleaux Bryant murió de cáncer en 1987. Felice Bryant se mantuvo activa escribiendo canciones. En 1991, la Fundación de Artes de Nashville la honró con su Premio Living Legend. Ella también murió de cáncer en 2003. Están enterrados juntos en el Woodlawn Memorial Park, en Nashville.